# Channel Tower

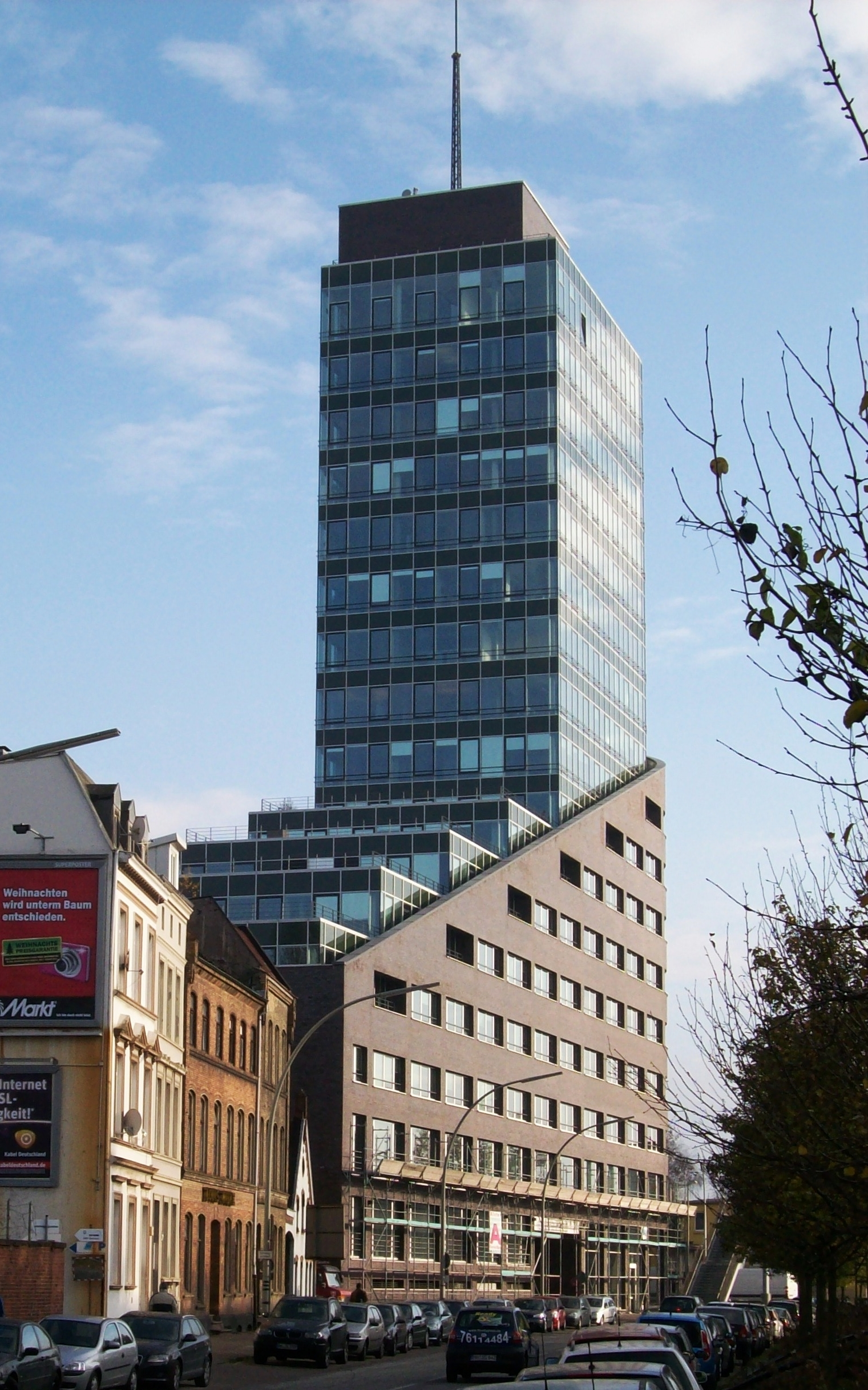
Der Channel Tower in Hamburg-Harburg

Der Channel Tower in Hamburg-Harburg ist ein Bürokomplex, der im Rahmen des Stadtentwicklungsprojekts Channel Hamburg zwischen 2001 und 2003 errichtet wurde. Das vom Hamburger Architekten Bernhard Winking entworfene Gebäude erstreckt sich mit einer Höhe von 75 Meter über der Harburger Innenstadt. Neben vielen Büro- und Veranstaltungsräumen befindet sich unter anderem auch eine Sky-Lounge in der obersten Etage des Channel Towers.